# Ministerio de Desarrollo e Inclusión Social
El Ministerio de Desarrollo e Inclusión Social es el organismo encargado del desarrollo social, superación de la pobreza, promoción de la inclusión y equidad social; además de la protección social de poblaciones en situación de riesgo, vulnerabilidad y abandono en la República del Perú.
Tiene a su cargo al AYNI Lab Social, laboratorio de innovación social creado para promover la generación de innovaciones costo-efectivas para la política social, por medio de la identificación e implementación de soluciones innovadoras dirigidas a mejorar la calidad de vida de la población en condición de pobreza o vulnerabilidad.

## Historia
Fue creado el 20 de octubre de 2011 por Ollanta Humala. Su primera titular fue la economista Carolina Trivelli Ávila (2011-2013). 

## Funciones
- Formular, planear, dirigir, coordinar, ejecutar, supervisar y evaluar las políticas nacionales y sectoriales en materias de desarrollo e inclusión social, encaminadas a reducir la pobreza, las desigualdades, las vulnerabilidades y los riesgos sociales, en aquellas brechas que no pueden ser cerradas por la política social universal, regular, de competencia sectorial.

- Dictar normas y lineamientos técnicos para la adecuada ejecución y supervisión de las políticas nacionales, la gestión de los recursos del sector, así como para el otorgamiento y reconocimiento de derechos, la sanción, fiscalización y ejecución coactiva en las materias de su competencia.

- Realizar el seguimiento, monitoreo y evaluación respecto del desempeño y logros alcanzados por las políticas, planes y programas en materia de desarrollo e inclusión social, en los niveles nacional, regional y local, así como tomar las medidas correspondientes.

- Diseñar, conducir y supervisar los sistemas funcionales en el ámbito de desarrollo e inclusión social asegurando el cumplimiento de las políticas públicas nacionales y sectoriales de acuerdo a las normas de la materia.

- Ser ente rector del Sistema Nacional de Desarrollo e Inclusión Social (Sinadis).

## Organización
- Secretaría General
- Viceministerio de Políticas y Evaluación Social
  - Dirección General de Políticas y Estrategias
  - Dirección General de Seguimiento y Evaluación
  - Dirección General de Focalización
- Viceministerio de Prestaciones Sociales
  - Dirección General de Articulación y Coordinación de las Prestaciones Sociales
  - Dirección General de Calidad de la Gestión de los Programas Sociales
  - Dirección General de Coordinación Territorial
- Oficinas de Enlace
  - Oficinas Regionales

## Órganos adscritos al Ministerio
- Programa Nacional de Apoyo Directo a los más Pobres (JUNTOS)
- Fondo de Cooperación para el Desarrollo Social (FONCODES)
- Programa Nacional de Asistencia Solidaria (Pensión 65)
- Programa Nacional de Alimentación Escolar (Qali Warma) / Programa Nacional de Alimentación Escolar Comunitaria - WASI MIKUNA
- Programa Nacional Cuna Más
- Programa Nacional Tambos:[1] Creado con el D.S. N.º 016-2013-Vivienda con los TAMBOS, con la finalidad de integrar, fortalecer y potenciar todas las intervenciones del Ministerio de Vivienda, Construcción y Saneamiento en beneficio de la población vulnerable del país asentada en los centros poblados rurales dispersos, de todo el territorio nacional.[2]

- Plataformas Itinerantes de Acción Social
- Programa Nacional de Entrega de la Pensión no Contributiva a Personas con Discapacidad Severa en Situación de Pobreza (CONTIGO)
- Sistema de Focalización de Hogares (SISFOH)

## Programas del Viceministerio de Políticas y Estrategias

### Fondo de Estímulo al Desempeño y Logro de Resultados Sociales (FED)
El FED es un mecanismo de incentivos por resultados iniciado por el Ministerio de Desarrollo e Inclusión Social y el Ministerio de Economía y Finanzas en el 2014. El objetivo de este mecanismo es crear los estímulos necesarios para impulsar el logro de resultados sociales prioritarios en las distintas regiones del país. Actualmente, los objetivos del FED están enfocados en promover el Desarrollo Infantil Temprano, específicamente la atención a la madre gestante, mejora de la nutrición infantil, acceso a la educación temprana, acceso a la identidad de los niños y acceso a agua de calidad y saneamiento básico. 
El FED está basado en la experiencia previa de implementación de mecanismo de incentivos por resultados denominado EUROPAN, el cual estuvo focalizado en las regiones de Huancavelica, Apurímac y Ayacucho y cuyos objetivos estaban concentrados principalmente en la reducción de la desnutrición infantil. Dicho mecanismo se implementó entre el periodo 2009 al 2013 y estuvo liderado por el Ministerio de Economía y Finanzas. 
A partir del 2014, el MIDIS amplía la intervención tanto a nivel de objetivos (ahora abarca temas más allá de solo la nutrición infantil) como a nivel geográfico con una implementación dividida en 3 fases. De acuerdo a la página web del MIDIS, las regiones incorporadas al mecanismo en cada fase son: 
1.ª fase (mayo de 2014): Apurímac, Amazonas, Ayacucho, Cajamarca, Huancavelica, Huánuco, Puno, Loreto y Ucayali.
2.ª Fase (octubre de 2014): Áncash, Cusco, La Libertad, Madre de Dios, Pasco Piura y San Martín.
3.ª Fase (abril de 2015): Tumbes. Lambayeque, Lima Provincias, Callao, Ica, Junín, Arequipa, Moquegua y Tacna.